# 1948 w nauce

## Nauki przyrodnicze i ścisłe

### Astronomia
- odkrycie Mirandy, księżyca Urana

### Fizyka
- ogłoszenie kosmologicznej teorii Alphera-Bethe-Gamowa
- opracowanie równania Redlicha-Kwonga

### Matematyka
- udowodnienie twierdzenia Krejna-Krasnoselskiego-Milmana
- udowodnienie twierdzenia Stone’a dotyczącego przestrzeni metryzowalnych
- powstaje Instytut Matematyczny Polskiej Akademii Nauk[1]

## Nagrody Nobla
- fizyka – Patrick Maynard Stuart Blackett
- chemia – Arne Wilhelm Kaurin Tiselius
- medycyna – Paul Hermann Müller